# TV Setouchi
TV Setouchi K.K. (jap. テレビせとうち株式会社, Terebi Setouchi Kabushiki kaisha, Abkürzung: TSC) ist ein Fernsehsender in Japan.
Er ist einer der Fernsehsender des TX Network (TXN), dessen Ausstrahlung in der Präfektur Okayama und der Präfektur Kagawa erfolgt, und es ist der einzige TXN-Sender in den Regionen Chugoku und Shikoku.
Obwohl es ein lokaler Fernsehsender ist, produzierte TV Setouchi fünf Anime, die landesweit auf TXN ausgestrahlt wurden:
- Idol Densetsu Eriko (1989–1990)
- Idol Tenshi Yokoso Yoko (1990–1991)
- Getter Robo Go (1991–1992)
- Floral Magician Mary Bell (1992–1993)
- The Irresponsible Captain Tylor (1993)